# Ministério do Interior (Cuba)
O Ministério do Interior da República de Cuba (em castelhano:  Ministerio del Interior de la República de Cuba, MININT) é o ministério do governo cubano que supervisiona os assuntos internos de Cuba. Sua sede fica no prédio da Plaza de la Revolución, uma praça central e famosa de Havana. Foi fundado em 6 de junho de 1961, substituindo e ampliando o antigo Ministério da Governança (em castelhano:  Ministerio de Gobernación), herdado da Revolução Cubana dos governos anteriores.
O atual ministro do MININT, desde 2020, é o General-de-Brigada Lázaro Alberto Álvarez Casas.

## Funções
Os órgãos e estruturas que integram o Ministério cumprem funções de segurança cidadã e de instauração da ordem interna. O MININT também inclui várias agências de logística, preparação de força, etc. Além disso, possui empresas comerciais que prestam serviços de segurança como SEPSA (Specialized Protection Services, SA), SEISA ou ACERPROT, que incluem cadeias de lojas que vendem à população.
O Ministério supervisiona as funções de segurança e ordem pública por meio da Polícia Nacional Revolucionária (PNR) e do órgão auxiliar dos Comitês de Defesa da Revolução (CDR).
O MININT tem um sistema de ensino próprio, com várias escolas nacionais (institutos superiores) e escolas nas províncias. Em Havana, mantém um instituto politécnico (denominado Instituto Superior del MININT Eliseo Reyes Rodríguez), para a formação de técnicos de mídia em especialidades relacionadas com as linhas de investigação criminal e policial.

## Galeria

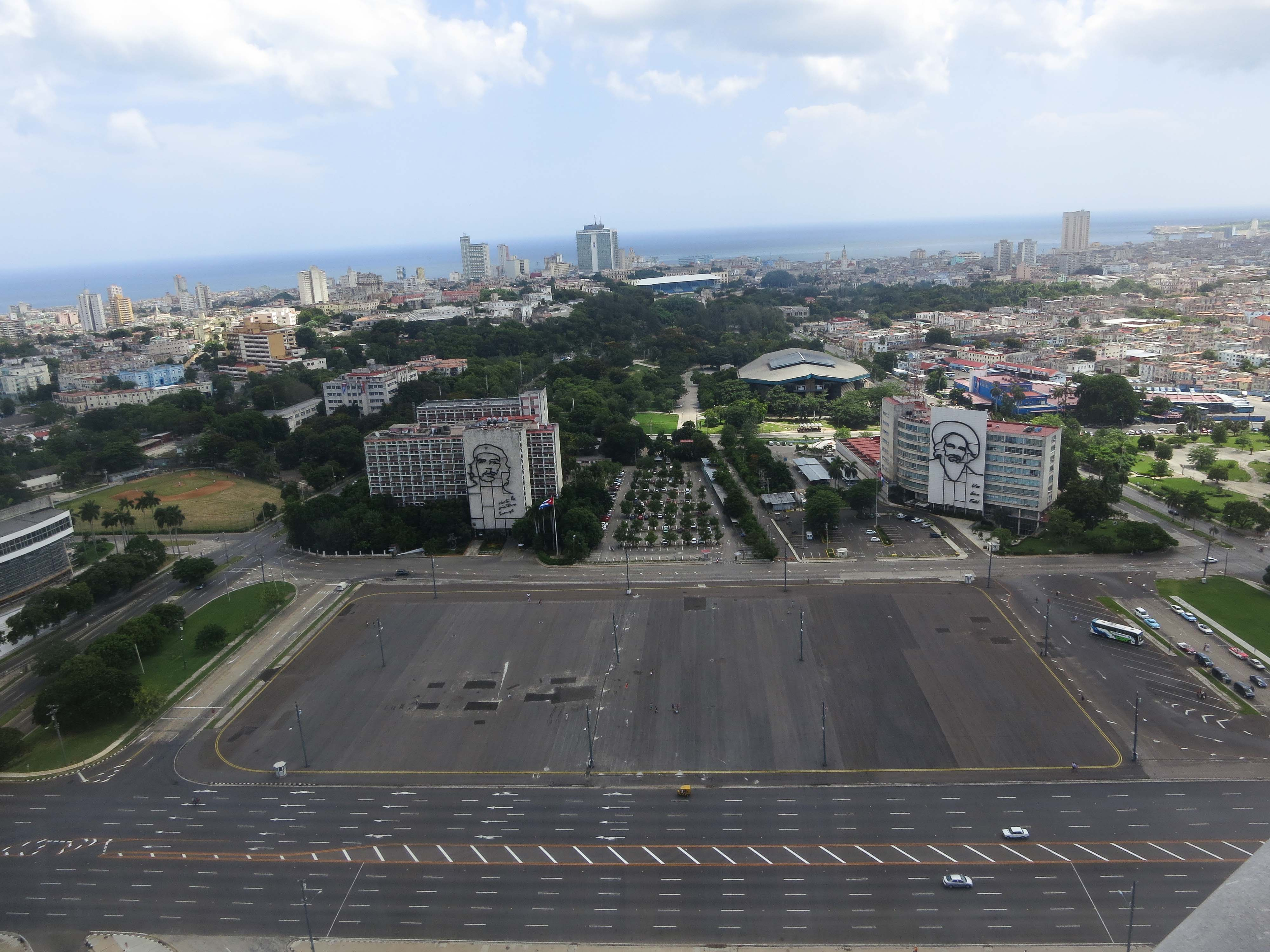
Vista panorâmica da Plaza de la Revolución e centro de Havana - o prédio do MININT fica à esquerda, ao lado da escultura Che Guevara de Enrique Ávila.
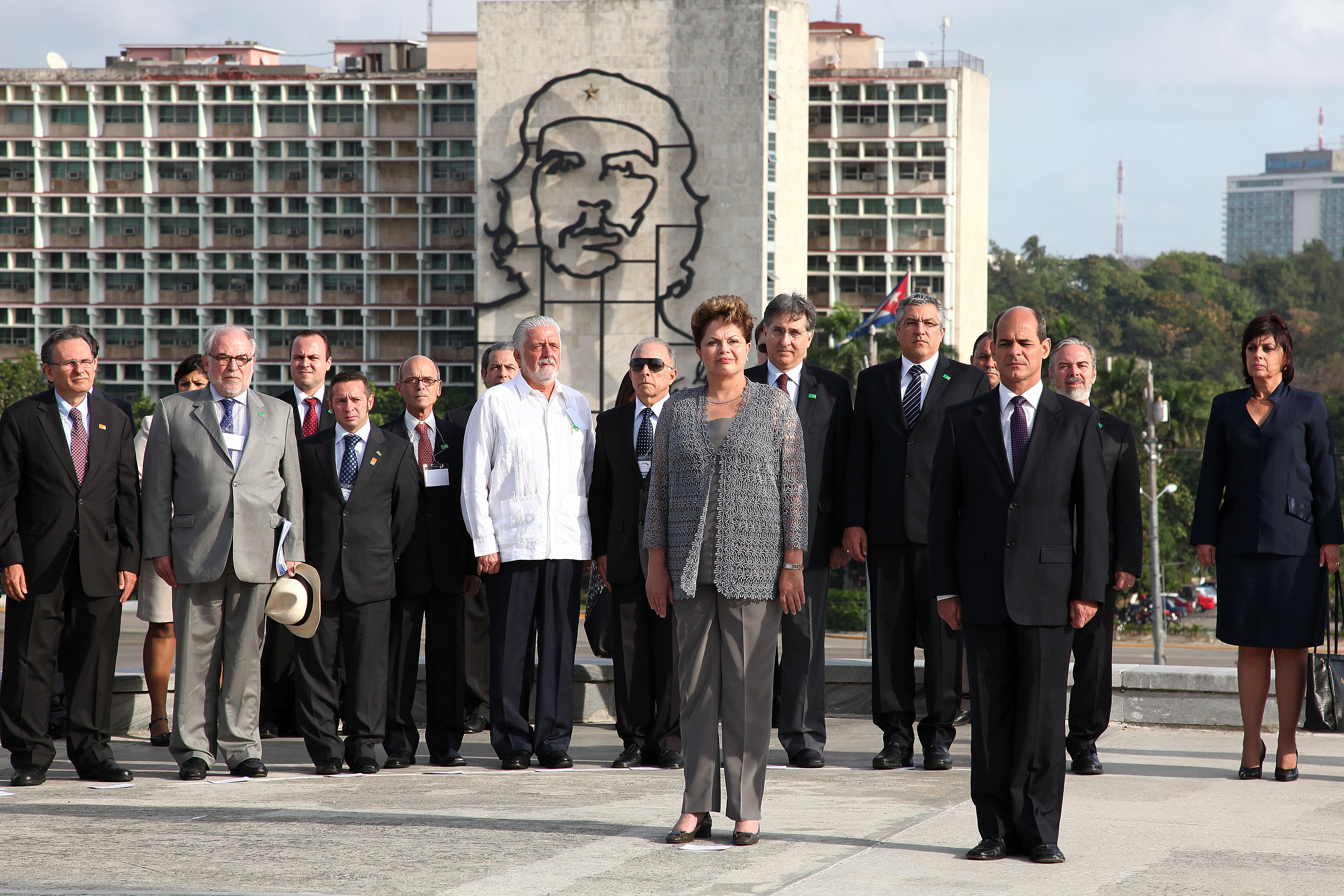
A então Presidente do Brasil Dilma Rousseff na Plaza de la Revolución em frente ao MININT, em 31 de janeiro de 2012.